# Philippe Hervé
Philippe Hervé, Född 13 februari 1963 i Fontainebleau, är han en fransk baskettränare. Han är också en tidigare professionell spelare.